# Mohammad Rasoulof
Mohammad Rasoulof (em persa: محمد رسول‌اف; nascido em 16 de novembro de 1972) é um cineasta independente iraniano que vive exilado na Europa. Ele é conhecido por vários filmes premiados, incluindo Gagooman (2002), Jazire-ye ahani (2005), Be omid e didār (2011), Dast-Neveshtehaa Nemisoozand (2013), Lerd (2017) e Sheytân vojūd nadârad (2020). Por este último, ele ganhou o Urso de Ouro no Festival de Cinema de Berlim de 2020.
Ele foi preso várias vezes e teve seu passaporte confiscado, pois a natureza e o conteúdo de seus filmes o colocaram em conflito com o governo iraniano. Em maio de 2024, após o anúncio de que seu filme Dāne-ye anjīr-e ma'ābed foi selecionado na competição principal do Festival de Cinema de Cannes de 2024, Mohammad Rasoulof foi condenado pela República Islâmica a oito anos de prisão, chicotadas e multa. Rasoulof fugiu para uma casa segura na Alemanha após a sentença.

## Início da vida e educação
Mohammad Rasoulof nasceu em 16 de novembro de 1972 em Shiraz, Irã. Ele se formou em sociologia pela Universidade de Shiraz e estudou edição de filmes na Universidade Soore, em Teerã.

## Carreira
Seu primeiro longa-metragem, Gagooman, foi lançado em 2002 e recebeu o prêmio Crystal Simorgh de Melhor Primeiro Filme no Festival Internacional de Cinema Fajr em Teerã. Seu segundo longa, Jazire-ye ahani, foi lançado em 2005. Seu longa Keshtzarha-ye sepid foi lançado em 2009.
Be omid e didār estreou no Festival de Cinema de Cannes de 2011 na seção Un Certain Regard e ganhou o prêmio de direção. Seu filme Dast-Neveshtehaa Nemisoozand também estreou na seção Un Certain Regard no Festival de Cinema de Cannes de 2013, onde ganhou o Prêmio FIPRESCI. Lerd ganhou o prêmio principal na seção Un Certain Regard no Cannes de 2017.
Em junho de 2017, Rasoulof foi convidado a se tornar membro da Academia de Artes e Ciências Cinematográficas.
Sheytân vojūd nadârad foi premiado com o Urso de Ouro na competição principal do 70º Festival Internacional de Cinema de Berlim em 2020, e com o Sydney Film Prize no 68º Festival de Cinema de Sydney em 2021.
Em 2024, Rasoulof atuou como presidente do júri New Currents no 29º Festival Internacional de Cinema de Busan.

## Problemas legais e exílio
Em 2010, Rasoulof foi preso no set e acusado de filmar sem autorização. Ele foi condenado a seis anos de prisão, posteriormente reduzidos para um ano.
Em setembro de 2017, seu passaporte foi confiscado ao retornar ao Irã, o que significa que ele se tornou mamnu'-ol-xoruğ (em persa: ممنوع‌الخروج), ou seja, proibido de deixar o país. Além disso, ele foi ordenado a comparecer a uma audiência judicial.
Em 23 de julho de 2019, Rasoulof foi condenado pelo Tribunal Revolucionário Islâmico do Irã a um ano de prisão e uma proibição de dois anos de deixar o país e de participar de atividades sociais e políticas por causa de seu filme Lerd. Ele é acusado de "reunião e conluio contra a segurança nacional e de propaganda contra o sistema". Em agosto de 2019, Rasoulof apelou do veredito. A caminho do tribunal, em um ato de solidariedade profissional, ele e seu advogado foram acompanhados por alguns dos mais renomados cineastas iranianos, incluindo Kianoush Ayyari, Majid Barzegar, Reza Dormishian, Asghar Farhadi, Bahman Farmanara, Rakhshān Banietemad, Fatemeh Motamed-Arya, Jafar Panahi e Hasan Pourshirazi.
Em 4 de março de 2020, Rasoulof foi condenado a um ano de prisão por três de seus filmes, que foram considerados "propaganda contra o sistema". O veredito também incluiu a proibição de fazer filmes por dois anos. Ele declarou que pretende apelar da decisão e não se entregará, considerando a pandemia de coronavírus em curso, que já levou o Irã a libertar 54.000 prisioneiros temporariamente para evitar a propagação do vírus.
Rasoulof estava originalmente programado para participar do Festival de Cinema de Cannes de 2023 como membro do júri da seção Un Certain Regard. No entanto, ele foi preso em julho de 2022 após criticar a repressão do governo aos manifestantes na cidade de Abadan, no sudoeste, por causa de um desabamento mortal de um prédio. Ele foi temporariamente libertado da prisão em fevereiro de 2023 devido à sua saúde. Rasoulof foi posteriormente perdoado e condenado a um ano de prisão e uma proibição de dois anos de deixar o Irã por "propaganda contra o regime".
Após o anúncio de que seu filme Dāne-ye anjīr-e ma'ābed foi selecionado na competição principal do Festival de Cinema de Cannes de 2024, o elenco e a equipe foram interrogados pelas autoridades iranianas, proibidos de deixar o país e pressionados a convencer Rasoulof a retirar o filme da programação do festival. Em 8 de maio de 2024, o advogado de Rasoulof anunciou que o diretor foi condenado a oito anos de prisão, além de açoites, multa e confisco de sua propriedade.
Pouco depois, Rasoulof e alguns membros da tripulação conseguiram fugir do Irã. Enquanto apelava de sua sentença, Rasoulof planejou sua "exaustiva, longa, complicada e angustiante jornada" para fora do Irã, que levou um total de 28 dias. Ele viajou a pé por várias horas com um guia até uma vila na fronteira do lado iraniano, onde esperou o momento apropriado para cruzar. Ele foi transferido para uma casa segura em uma vila do lado não iraniano, onde esperou por um longo período de tempo. Ele foi então transferido para uma cidade com um consulado alemão. Seu passaporte havia sido apreendido pelas autoridades iranianas, então ele não tinha documentos para se identificar. No entanto, Rasoulof morava anteriormente na Alemanha, então ele contatou as autoridades alemãs, que conseguiram identificá-lo usando suas impressões digitais e emitiram um documento de viagem temporário que ele usou para viajar para a Alemanha. Em 24 de maio de 2024, ele compareceu ao tapete vermelho em Cannes, onde mais tarde recebeu um Prêmio Especial por seu filme.